# In Your Honor
In Your Honor è il quinto album in studio del gruppo musicale statunitense Foo Fighters, pubblicato il 14 giugno 2005 dalla Roswell e dalla RCA Records.

## Descrizione
Si tratta di un album costituito da due dischi: il primo contiene pezzi completamente in stile rock, tipico del gruppo, mentre il secondo presenta soltanto brani acustici che vedono la collaborazione di vari cantanti, tra cui Norah Jones, Josh Homme dei Queens of the Stone Age e il bassista dei Led Zeppelin John Paul Jones.

## Tracce
Testi e musiche dei Foo Fighters.
CD 1
1. In Your Honor – 3:50
2. No Way Back – 3:16
3. Best of You – 4:15
4. DOA – 4:12
5. Hell – 1:57
6. The Last Song – 3:19
7. Free Me – 4:38
8. Resolve – 4:48
9. The Deepest Blues Are Black – 3:58
10. End Over End – 5:51

CD 2
1. Still – 5:13
2. What If I Do? – 5:02
3. Miracle – 3:29
4. Another Round – 4:25
5. Friend of a Friend – 3:13
6. Over and Out – 5:16
7. On the Mend – 4:31
8. Virginia Moon – 3:49
9. Cold Day in the Sun – 3:20
10. Razor – 4:53

DVD bonus nell'edizione speciale
1. Entire Album in Enhanced Stereo – 83:15
2. Disc 2 in 5.1 Surround Sound – 43:11
3. Making of the Album Documentary

## Formazione
Gruppo
- Dave Grohl – voce e chitarra (eccetto CD 2: traccia 9), batteria (CD 2: traccia 9)
- Chris Shiflett – chitarra
- Nate Mendel – basso
- Taylor Hawkins – batteria (eccetto CD 2: traccia 9), voce (CD 2: traccia 9)

Altri musicisti
- Rami Jaffee – tastiera (CD 2: tracce 1, 2, 4, 6, 7 e 9)
- John Paul Jones – pianoforte (CD 2: traccia 3), mandolino (CD 2: traccia 4)
- Petra Haden – violino (CD 2: traccia 3)
- Danny Clinch – armonica (CD 2: traccia 4)
- Nick Raskulinecz – contrabbasso (CD 2: traccia 7), basso (CD 2: traccia 9)
- Norah Jones – voce e pianoforte (CD 2: traccia 8)
- Joe Beebe – chitarra (CD 2: traccia 8)
- Josh Homme – chitarra (CD 2: traccia 10)

Produzione
- Nick Raskulinecz – produzione, missaggio (CD 1)
- Foo Fighters – produzione
- Mike Terry – ingegneria del suono
- Elliot Scheiner – missaggio (CD 2)
- Bob Ludwig – mastering

## Classifiche
| Classifica (2005)          | Posizione massima |
| -------------------------- | ----------------- |
| Australia                  | 1                 |
| Austria                    | 5                 |
| Belgio (Fiandre)           | 3                 |
| Belgio (Vallonia)          | 21                |
| Canada                     | 3                 |
| Danimarca                  | 5                 |
| Finlandia                  | 1                 |
| Francia                    | 21                |
| Germania                   | 4                 |
| Italia                     | 20                |
| Norvegia                   | 2                 |
| Nuova Zelanda              | 1                 |
| Paesi Bassi                | 9                 |
| Portogallo                 | 20                |
| Regno Unito                | 2                 |
| Regno Unito (rock & metal) | 3                 |
| Spagna                     | 3                 |
| Stati Uniti                | 2                 |
| Svezia                     | 1                 |
| Svizzera                   | 7                 |